# Aboudangala
Aboudangala (ou Abou Dangala) est un canton du Cameroun situé dans la commune de Makary, le département du Logone-et-Chari et la région de l'Extrême-Nord, au sud du lac Tchad. C'est aussi le nom d'une localité, Aboudangala I, qui en fait partie.

## Population
Lors du recensement de 2005, on a dénombré 1 714 personnes dans le canton et 307 dans le village d'Aboudangala I.